# Viaduc des Fades

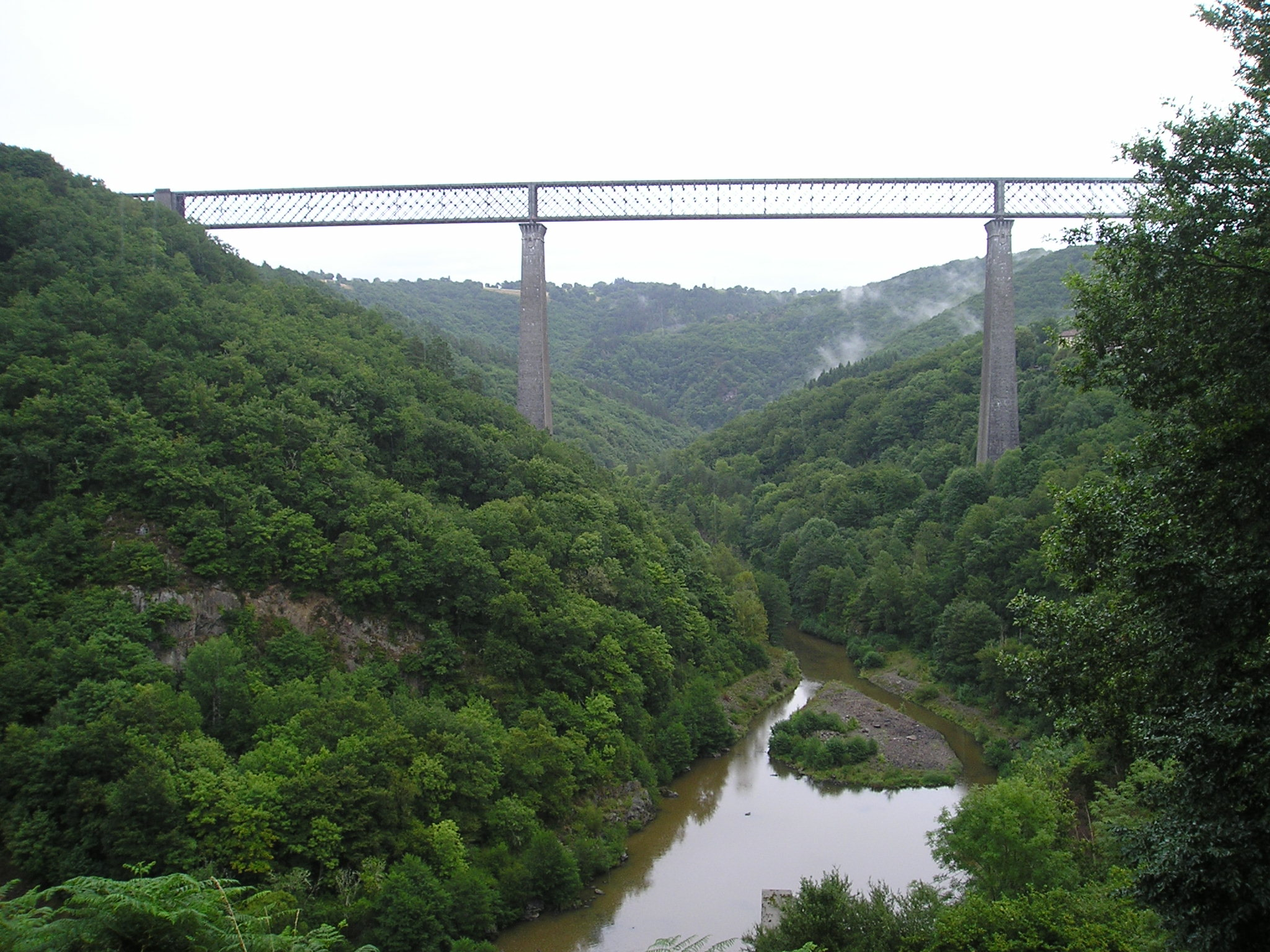
Der Viadukt vom Staudamm aus

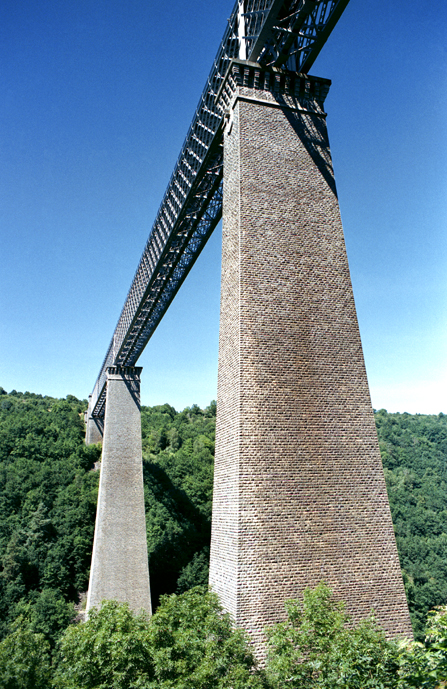
Die beiden Pfeiler

Der Viaduc des Fades ist der höchste Eisenbahnviadukt in Frankreich.

## Lage
Der Viadukt ist das größte Kunstbauwerk der 2007 eingestellten eingleisigen Bahnstrecke Lapeyrouse–Volvic, die Montluçon mit Clermont-Ferrand verbindet. Er überspannt das Flusstal der Sioule in der Auvergne im Département Puy-de-Dôme zwischen Sauret-Besserve im Norden und Les Ancizes-Comps im Süden, 40 km nordwestlich von Clermont-Ferrand. Das Berggebiet heißt La Combraille oder Les Combrailles.
An der Staumauer des Barrage de Fades befindet sich eine Informationstafel, von der man einen guten Blick auf den Viadukt hat.

## Geschichte
Der Viadukt wurde 1893–1896 geplant und 1901–1909 erbaut. Ab 1896 arbeitete Félix Virard (1852–1910) den eigentlichen Bauplan aus, der 1901 die ministerielle Genehmigung erhielt. Die bauausführende Firma war die Société française de constructions mécaniques (Anciens Établissements Cail) aus Denain (Nord), die Bauleitung hatte Emile Robert inne.
Der Viadukt war am 11. September 1909 fertiggestellt und wurde am 10. Oktober 1909 durch den Verkehrsminister René Viviani feierlich dem Verkehr freigegeben.
Nach knapp einhundert Jahren wurde der Betrieb der Bahnstrecke am 9. Dezember 2007 eingestellt. Seitdem hat Frankreichs größter Stahlviadukt keine verkehrstechnische Bedeutung mehr, ist aber seit 1984 als historisches Monument geschützt.

## Beschreibung
Es handelt sich um eine Fachwerkbrücke mit einer Gesamtlänge von 470,25 m. Die beiden 92 m hohen Pfeiler sind aus Granitsteinen gemauert, die Fachwerkträger sind wie das aus einem dreifachen Geflecht bestehende Fachwerk selber aus Stahl. Die Höhe der Brücke beträgt von der Oberfläche der Sioule aus 132,5 m, sie ist damit die höchste Eisenbahnbrücke Frankreichs. Die Pfeiler tragen drei Brückenstrecken von 116, in der Mitte von 144 und noch einmal von 116 m Länge. Die Brückenbreite beträgt bei den Pfeilern 22 m, die Fahrbahn knapp 8 m.